# Peter Lampe

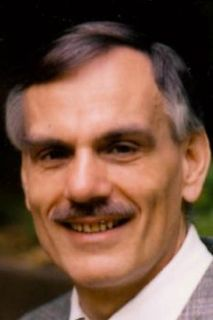
Peter Lampe (2012)

Peter Lampe (* 28. Januar 1954 in Detmold) ist ein deutscher evangelischer Theologe und Seniorprofessor für Neues Testament und Geschichte des Frühen Christentums an der evangelisch-theologischen Fakultät der Universität Heidelberg.

## Leben
Peter Lampe studierte nach dem Abitur 1971 mit Stipendien der Studienstiftung des deutschen Volkes Evangelische Theologie, Philosophie und Archäologie in Bielefeld, Göttingen und Rom. Er wurde an der Universität Bern bei Ulrich Luz mit Arbeiten über die stadtrömischen Christen in den ersten beiden Jahrhunderten und über das Konzept kirchlicher Einheit in den Paulusbriefen promoviert und habilitiert. Als wissenschaftlicher Assistent war er ab 1981 an der Universität Bern tätig. 1987 trat er einen neutestamentlichen Lehrstuhl am Union Theological Seminary in Virginia, USA, an. 1992 wechselte er auf den Lehrstuhl für Geschichte und Archäologie des frühen Christentums und seiner Umwelt an der Universität Kiel, wo er auch als Dekan tätig war und zum Pfarrer der Nordelbischen Evangelisch-Lutherischen Kirche ordiniert wurde. 1997 gründete er in Kiel die Societas Theologicum Ordinem Adiuvantium (S.T.O.A.), den Förderverein der Theologischen Fakultät Kiel. 1999 wechselte er auf einen Lehrstuhl an der Universität Heidelberg. 2019 wurde er emeritiert, 2024 ernannte die Universität Heidelberg ihn zum Seniorprofessor.
Lampe beschäftigt sich schwerpunktmäßig mit der Sozialgeschichte des frühen Christentums (bahnbrechend zum antiken Christentum in Rom des 1./2. Jahrhunderts). Er trug wesentlich zum Paradigmenwechsel hin zu einer stärker situativen Lektüre des Römerbriefs bei. Er befasst sich mit dem hellenistischen Hintergrund des Urchristentums, mit Paulusforschung, insbesondere mit paulinischer Rhetorik, mit frühchristlicher Archäologie und mit Epigraphik. In seinen methodologischen und hermeneutischen Arbeiten machte er u. a. pionierhaft seit der Mitte der 1990er Jahre konstruktivistische Kategorien für die neutestamentliche Exegese und Hermeneutik fruchtbar. Er gehört ferner zu den ersten, die die Möglichkeiten psychologischer Interpretation für ihr Fach entdeckten.
Lampe veröffentlichte mehrere Predigtbände. 2003 erhielt er den ökumenischen Predigtpreis. 2008 wurde ihm eine Ehrenprofessur an der Universiteit van die Vrystaat in Bloemfontein, Südafrika, verliehen. 1987 wurde in den Vereinigten Staaten sein Buch „Die stadtrömischen Christen“ als „Scholar’s Choice“ prämiert („significant current theological literature from abroad“). Er ist Co-Direktor des von ihm 2005 mitbegründeten Forschungszentrums Internationale und Interdisziplinäre Theologie (FIIT) in Heidelberg; zudem Kurator der Literaturzeitschrift Belletristik und Mitherausgeber von internationalen Fachbuchreihen und Fachzeitschriften. Er ist Mitglied im PEN America/PEN International, in der internationalen Studiorum Novi Testamenti Societas (SNTS), der Wissenschaftlichen Gesellschaft für Theologie (WGTH), und der Society of Biblical Literature (SBL).
Seit 2001 leitete Lampe jährliche siedlungsarchäologische Kampagnen in Phrygien in der heutigen Türkei. Im Zuge dieser interdisziplinär angelegten archäologischen Surveys wurden zahlreiche bisher unbekannte antike Siedlungen entdeckt und archäologisch dokumentiert. Zwei davon geben aufgrund von vielfältigen Indizien die bisher in der Forschungsgeschichte aussichtsreichsten Kandidaten ab für eine Identifikation mit den Hauptorten des reichsweit verbreiteten antiken christlichen Montanismus, Pepouza und Tymion. Neben anderen Historikern (z. B. W. Weiß, T. Gnoli, S. Destephen, M. Ritter, C.M. Robeck, T.D. Barnes, M. Mazza) bestätigt der Althistoriker und Epigraphiker Stephen Mitchell, dass Lampe und sein Team “für sich beanspruchen können, die Lage der montanistischen Zentren Pepuza und Tymion identifiziert zu haben”, nach denen die Forschung seit dem 19. Jahrhundert vergeblich gesucht hatte.

## Schriften (Auswahl Bücher und Buchbeiträge)
(Quelle: )
- Eschatologie und Friedenshandeln. Exegetische Beiträge zur Frage christlicher Friedensverantwortung (mit Ulrich Luz, Jürgen Kegler, Paul Hoffmann). Katholisches Bibelwerk (SBS 101), Stuttgart 1981, ISBN 3-460-04011-4.
- Nachpaulinisches Christentum und pagane Gesellschaft (mit Ulrich Luz). In: Jürgen Becker (Hrsg.): Die Anfänge des Christentums. Alte Welt und neue Hoffnung. Kohlhammer, Stuttgart 1987, ISBN 3-17-001902-3, S. 185–216. Englische Übersetzung:
- Post-Pauline Christianity and Pagan Society. In: Jürgen Becker (Hrsg.): Christian Beginnings: Word and Community from Jesus to Post-Apostolic Times. Westminster John Knox Press, Louisville 1993, ISBN 0-664-25195-1, S. 242–280.
- Die stadtrömischen Christen in den ersten beiden Jahrhunderten. Untersuchungen zur Sozialgeschichte. Mohr (WUNT 2/18), Tübingen 1987; 2. erg. A. ebd. 1989, ISBN 3-16-145422-7; nochmals erg. in der engl. Übersetzung:
- From Paul to Valentinus. Christians at Rome in the First Two Centuries. Fortress, Minneapolis und Continuum, London 2003, 6th ed. 2010, ISBN 0-8006-2702-4, ISBN 978-0-8006-2702-7, ISBN 0-8264-8102-7, ISBN 978-0-8264-8102-3, E-Book (2006) ED001856; spanische und teilweise aktualisierte Version:
- Los primeros cristianos en Roma: De Pablo a Valentín. Ediciones Sígueme, Salamanca 2023 [603 pages], ISBN 978-84-301-2150-2.
- Pocahontas. Die Indianer-Prinzessin am Englischen Hof. Diederichs, München 1995, ISBN 3-424-01325-0.
- Die Briefe an die Philipper, Thessalonicher und an Philemon (mit N. Walter, E. Reinmuth). Vandenhoeck & Ruprecht (NTD 8/2), Göttingen 1998, ISBN 3-525-51381-X.
- Felsen im Fluss. Schriftworte in provokativer Auslegung zu Themen der Zeit. Neukirchener, Neukirchen-Vluyn 2004, ISBN 3-7975-0071-8.
- Wortglassplitter. Lyrisches und Episches. Athena, Oberhausen 2005, ISBN 3-89896-225-3.
- Die Wirklichkeit als Bild. Das Neue Testament als ein Grunddokument abendländischer Kultur im Lichte konstruktivistischer Epistemologie und Wissenssoziologie. Neukirchener, Neukirchen-Vluyn 2006, ISBN 3-7887-1624-X.
- Küsste Jesus Magdalenen mitten auf den Mund? Provokationen, Einsprüche, Klarstellungen. Neukirchener, Neukirchen-Vluyn 2007, ISBN 978-3-7975-0142-4.
- Pepouza and Tymion. The Discovery and Archaeological Exploration of a Lost Ancient City and an Imperial Estate (mit W. Tabbernee). DeGruyter, Berlin/New York 2008, ISBN 978-3-11-019455-5.
- Neutestamentliche Exegese im Dialog. Hermeneutik – Wirkungsgeschichte – Matthäusevangelium (Hrsg., mit M. Mayordomo, M. Sato). Neukirchener, Neukirchen-Vluyn 2008, ISBN 978-3-7887-2283-8.
- Neutestamentliche Grenzgänge: Symposium zur kritischen Rezeption der Arbeiten Gerd Theißens (Hrsg., mit H. Schwier), Göttingen 2010, ISBN 978-3-525-53393-2.
- Paul and Rhetoric (Hrsg., mit J. P. Sampley). New York/London 2010, ISBN 978-0-567-02704-7.
- New Testament Theology in a Secular World: A Constructivist Work in Philosophical Epistemology and Christian Apologetics (translated by Robert L. Brawley from the 2006 German edition, with substantial subsequent revisions and augmentations by the author; London/New York: T&T Clark International, 2012) ISBN 978-0-567-32417-7 (Hardcover) and ISBN 978-0-567-38888-9 (Paperback)
- Ad ecclesiae unitatem: Eine exegetisch-theologische und sozialpsychologische Paulusstudie (437 pp; Habilitationsschrift; Universität Bern: Bern, 1989) online: Universitätsbibliothek Heidelberg: Heidelberg 2019, doi:10.11588/diglit.48669.
- Montanism in the Roman World: The New Prophecy Movement from Historical, Sociological, and Ecclesiological Perspectives (FS William Tabbernee; NTOA 132; Hrsg., mit Heidrun E. Mader). Vandenhoeck & Ruprecht/Brill, Göttingen 2024, ISBN 978-3-525-50104-7.